# 仲谷鳰
仲谷鳰（日语： Nakatani Nio */?）;？年11月25日—）是日本女性漫畫家與同人作家。A型血。出身於滋賀縣。畢業於京都精華大學人文學部。2014年獲得電擊漫畫大獎的金賞。代表作為《終將成為你》。

## 經歷
仲谷鳰於京都精華大学畢業後，繼續攻讀同校研究所漫畫研究科博士前期課程，但不到一年後即退學並搬到東京。2010年開始以的成員進行同人活動，並立志成為漫畫家。2014年，作品〈永別了，另一個妳〉獲得第21屆電擊漫畫大獎的金賞，此作品也是仲谷鳰於商業雜誌的出道作。2015年4月，漫畫《終將成為你》於KADOKAWA旗下雜誌《月刊Comic電擊大王》2015年6月號開始連載，結束於2019年11月號的第45話。

## 人物與風格
仲谷鳰從幼兒園開始繪畫，並受他人稱讚「將來可以成為漫畫家」，自此之後開始原創人物的繪畫。小學六年級時畫出第一張分鏡，大學時完成第一部原創漫畫並投稿少年漫畫雜誌。
仲谷鳰小時候接觸到山岸凉子和萩尾望都的作品，熟悉了超越性別界限的中性人物與關係。仲谷鳰在閱讀高河弓的《LOVELESS》中一位女性Zero的故事後，意識到她可能喜歡女性之間的配對:32－33。她表示自己是高河弓的粉絲，並深受其漫畫的影響。她也受到手塚治虫、萩尾望都、山岸凉子的漫畫與一些角色扮演遊戲所影響。她最喜歡的角色組合是「棘手的女孩」與「助人的女孩」。
仲谷鳰在被問到為何要創作百合漫畫時提到，她不太能接受把喜歡一個人的感情，描述得很普通且不需詮釋的作品。但她被同性戀題材的溫情作品吸引，這些作品往往描繪了喜歡一個人的理由、衝突或違背邏輯的羈絆。
仲谷鳰中的「鳰」是鷿鷈的日語古名，也是仲谷鳰家鄉滋賀縣的縣鳥。鷿鷈在日本別名「氣長鳥」（息長鳥），仲谷自稱隱含想要成為能持續創作的漫畫家。但她在《終將成為你》第1卷後記中提到，原本只是將本名音節調換後，剛好組成「鳰」（にお）的發音:176－177。

## 作品列表
各章節作品依出版年月排序。

### 連載漫畫
- 《終將成為你》（2015年6月号－2019年11月号，《月刊Comic電擊大王》）
- 《神さまがまちガえる》（2021年12月号－，《月刊Comic電擊大王》）[13]

### 短篇集
- 《仲谷鳰短篇集 永別了，另一個妳》（2020年2月，《電擊Comics NEXT》）[14][15]
  - 收錄作品：永別了，另一個妳／勇者三度拯救世界／淚水風味的法式田螺／幸福是傷害的形貌／一直都是側臉／交心接「耳」／我為妳量身訂做／雙人床／一顆更柔軟的心

### 畫集
- 《終將成為妳畫集 Astrolabe》（2020年2月，KADOKAWA出版）[16]

### 單篇
- 〈永別了，另一個妳〉（2014年10月號，《月刊Comic電擊大王》）
- 〈淚水風味的法式田螺〉（2014年12月號，《月刊Comic電擊大王》）
- 〈幸福是傷害的形貌〉（2016年11月，《與妳相依 敲響心扉的百合精選集(1)》）
- 〈一直都是側臉〉（2017年6月，《與妳相依 敲響心扉的百合精選集(2)》）
- 〈交心接「耳」〉（2018年1月，《與妳相依 敲響心扉的百合精選集(3)》）
- 〈我為妳量身訂做〉（2018年9月，《與妳相依 敲響心扉的百合精選集(4)》）
- 〈雙人床〉（2019年11月，《與妳相依 敲響心扉的百合精選集(5)》）

### 插畫
- （2014年－，DMM Games）
- （2016年10月，玄光社出版）[17]
- 《少女妄想中》（2017年2月，入間人間著，MediaWorks文庫出版）
- 《 2018年3月號》（2018年2月，KADOKAWA出版）
- 《終將成為你 關於佐伯沙彌香》（2018年11月－2020年3月，入間人間著，電撃文庫出版）
- 《終將成為你 官方漫畫精選集》（2018年12月－2020年3月，《電擊Comics NEXT》）
- （2020年7月，著，GAGAGA文庫出版）
- 《最後的藍》（2020年12月，入間人間著，電撃文庫出版）

### 同人作品
- （2010年10月，東方紅樓夢6）
- 〈Mimesis Dolls〉（2010年12月，Comic Market 79）
- （2011年2月，科學世紀的Cafe Terrace）
- （2011年3月，博麗神社例大祭8（延期前））
- （2011年4月，月之宴4）
- （2011年5月，博麗神社例大祭8（延期後））
- （2011年9月，ComicTreasure 18）
- （2011年10月，東方紅樓夢7）
- （2012年2月，八雲幻想祭）
- （2012年5月，博麗神社例大祭9）
- （2012年8月，Comic Market 82）
- （2012年10月，東方紅樓夢8）
- 〈BLOODBERRY TRAP〉（2012年12月，Comic Market 83）
- 〈永別了，另一個妳〉（2013年2月，COMITIA103）
- 〈勇者三度拯救世界〉（2013年5月，COMITIA104）
- （2013年5月，博麗神社例大祭10）
- （2013年8月，Comic Market 84）
- （2013年10月，東方紅樓夢9）
- （2014年1月）
- （2014年1月）
- （2014年8月，Comic Market 86）
- （2014年12月，Comic Market 87）
- （2015年12月，Comic Market 89）
- （2017年8月，Comic Market 92）
- （2020年8月）

## 出演作品
- 終將成為妳 BD / DVD 第1卷第3話製作人員音訊評論[註 2]（2018年12月）[18]
- 網路廣播《終將成為妳～我好像會喜歡上這個廣播～》第8回來賓（2019年1月，音泉）[19]
- 談話節目(2019年2月，於新宿Loft Plus One舉辦）[20]

## 外部連結
- 仲谷鳰的個人網站（日語）
- 仲谷鳰的同人活動用網站 （页面存档备份，存于）（日語）
- 仲谷鳰的X（前Twitter）（日語）
- 仲谷鳰的pixiv（日語）
- 《終將成為你》特設網站 （页面存档备份，存于）（日語）